# Taba Kelintang
Taba Kelintang is een bestuurslaag in het regentschap Bengkulu Utara van de provincie Bengkulu, Indonesië. Taba Kelintang telt 358 inwoners (volkstelling 2010).